# Гуровский, Мельхиор Иероним
Мельхиор Иероним Гуровский (пол. Melchior Hieronim Gurowski; 1686 — 2 августа 1756) — польский государственный деятель, каштелян познанский (1738—1748), гнезненский (1738—1748) и калишский (1748—1749), староста бродовский и кольский в 1733 году.

## Семья
Представитель польского дворянского рода Гуровских герба «Вчеле». Старший сын Мельхиора Гуровского (ок. 1660—1703), каштеляна познанского, и Кристины Пшибышевской. Его дед служил секретарем королевского двора, а прадед занимал пост подчашего познанского. Первым в роду был Мельхиор Гуровский (1600—1664).
Дважды женат. Первая жена, София Пшиемская (1680—1732), последняя из этой семьи, была дочерью хорунжего калишского Криштофа Пшиемского (1660—1718) и внучкой Анджея Кшиштофа Пшибемского (1615—1663), каштеляна хелмского и ленчицкого. Будучи вдовой покойного первого мужа, каштеляна калишского Адама Грущинского (? — 1712), она получила многочисленные влияния в своем окружении. Она родила 17 детей, 5 из которых дожили до совершеннолетия:
- Рафал Кшиштоф Гуровский (1716—1797), каштелян гнезненский, калишский и познанский
- Владислав Рох Гуровский (1717—1790), великий маршалок литовский и великий писарь литовский
- Александр Гуровский (1719—1790), подкоморий гнезненский
- Мельхиор Гуровский (1738—1794), младший из сыновей, приходской священник в Гнезно и секретарь королевского двора.

Дочь Тереза Аполония (р. 1725) вышла замуж за Мацея Потоцкого (1730—1787). Благодаря этому браку семья Гуровских была связана с семьей Потоцких герба Пилява.
Остальные сыновья и дочери умерли в младенчестве: Игнацый и Антоний, братья-близнецы, прожили 9 дней (с 17 по 26 августа 1718 г.), Иероним умер при рождении 19 июля 1719 года, Мельхиор Адам (1720—1724), Вероника (1720—1720), Эстера (1722—1722), Бригида Аниела (1723—1723), Кристина Барбара (1725—1725), Мельхиор Матеуш (род. 22 сентября 1723), Геновефа Урсула (род. 7 октября 1727), Бибиана Евфрозина (11 февраля 1729 — 10 августа 1736), Томаш Ян Непомуцен (18 мая 1732 — 23 мая 1737).
Его вторая жена, Катарина Пжерембская, дочь Станислава Фердинанда Пжерембского и Катарины Оссолинской, на которой он женился 15 ноября 1748 года в Муроване-Гослине, была вдовой Антония Трипольского и матерью Игнацы Трипольского, стольника овруцкого и члена Великого сейма.

## Должности
Первоначально он занимал должности старост: косцянского (1716 г.), грабовского и кольского (1720 г.). С 1718 года он был хорунжим калишским. Был послом Калишского и Познанского воеводств на сейме 1720 года. С 1733 года он был старостой брдовским. В 1738—1748 годах был каштеляном гнезненским. В 1748—1749 годах он занимал должность каштеляна калишского, затем с 1749 по 1756 год — каштеляна познанского.
Как депутат на конвокационный сейм 1733 года от Калишского воеводства, он был членом генеральной конфедерации, учрежденной 27 апреля 1733 года на этом сейме. Как посол от Калишского воеводства, он подписал Pacta conventa Станислава Лещинского в 1733 году. Посол Познанского и Калишского воеводств на чрезвычайном пацификационном сейме в 1736 году.
Награжден орденом Белого Орла 3 августа 1750 года в Варшаве. Он умер в Гослине в возрасте 72 лет.